# Quarterback titolari dei Denver Broncos
Questi quarterback sono partiti come titolari per i Denver Broncos della National Football League. Sono inseriti in ordine di data a partire dalla prima partenza come titolari nei Broncos.

## Quarterback titolari
Lista di tutti i quarterback titolari dei Denver Broncos. Il numero tra parentesi indica il numero di gare da titolare giocate nella stagione:

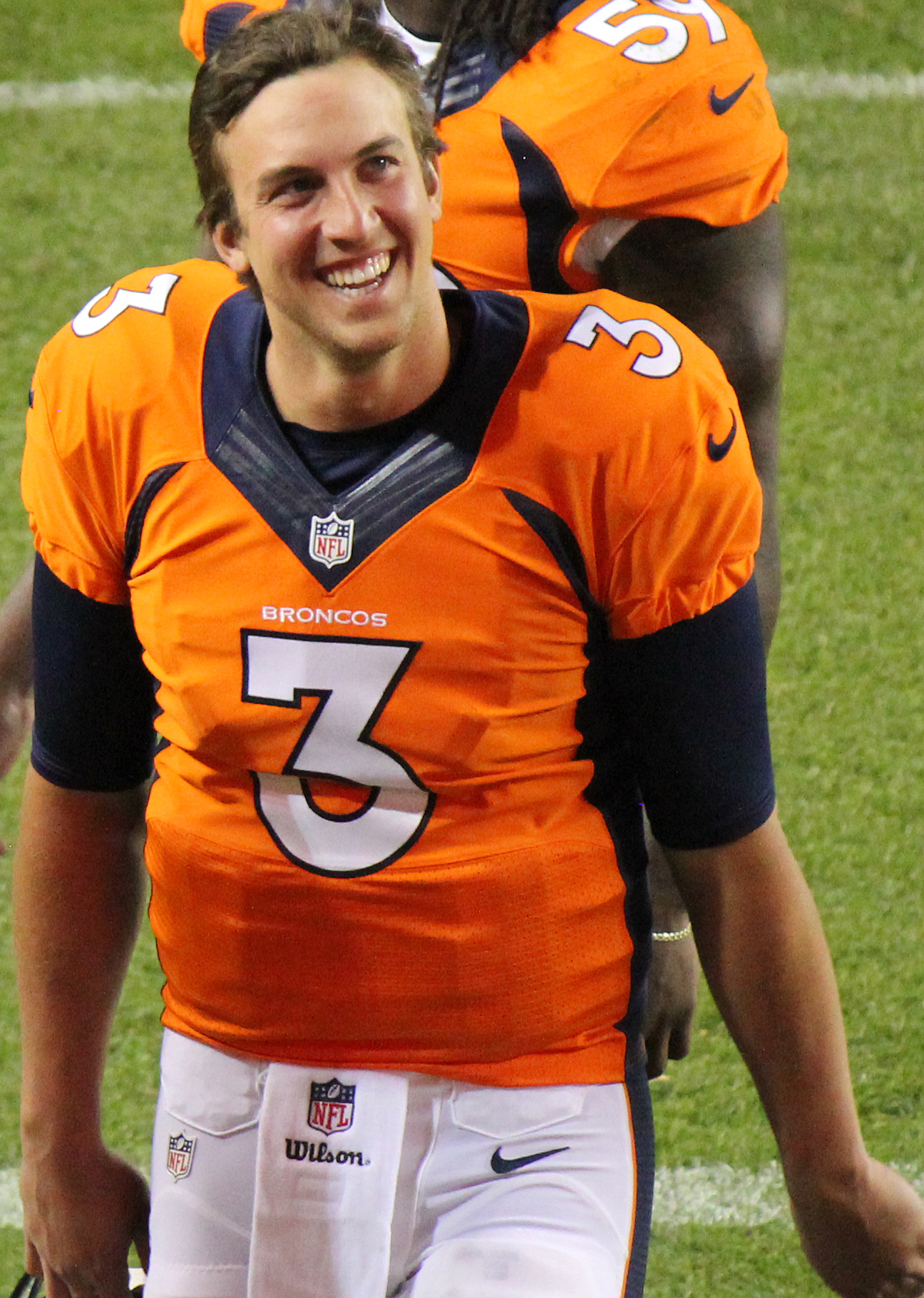
Trevor Siemian, 2016-2017

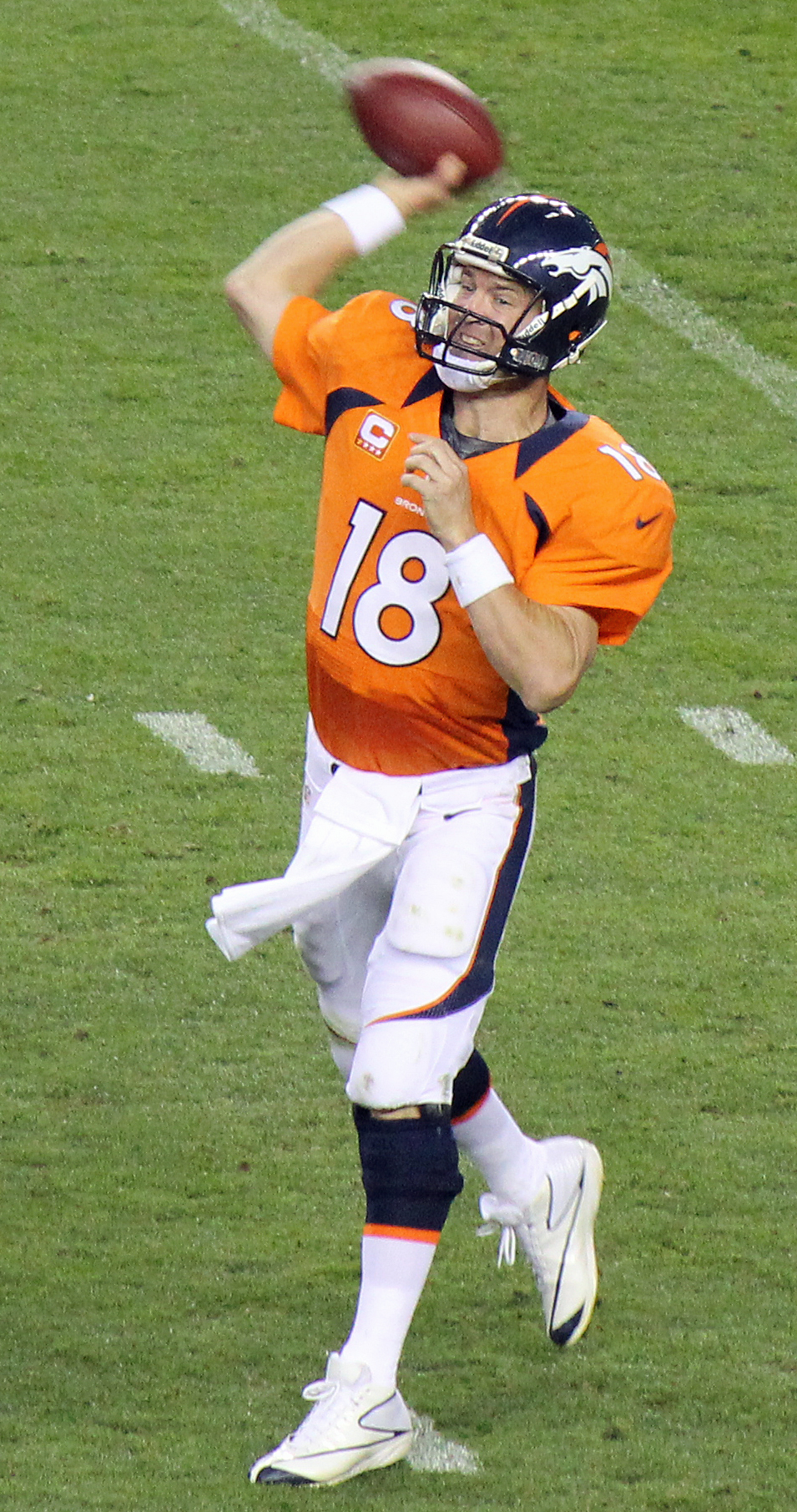
Peyton Manning, 2012-2015

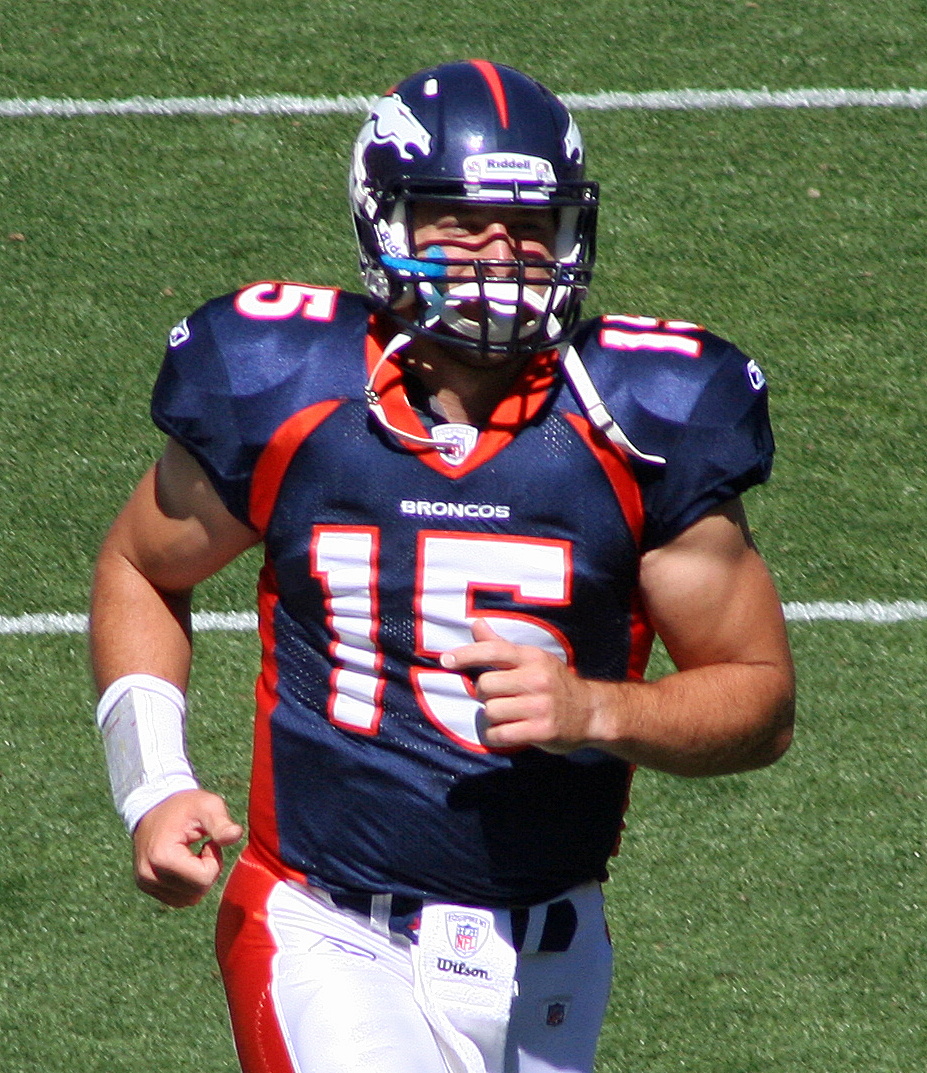
Tim Tebow, 2010-2011

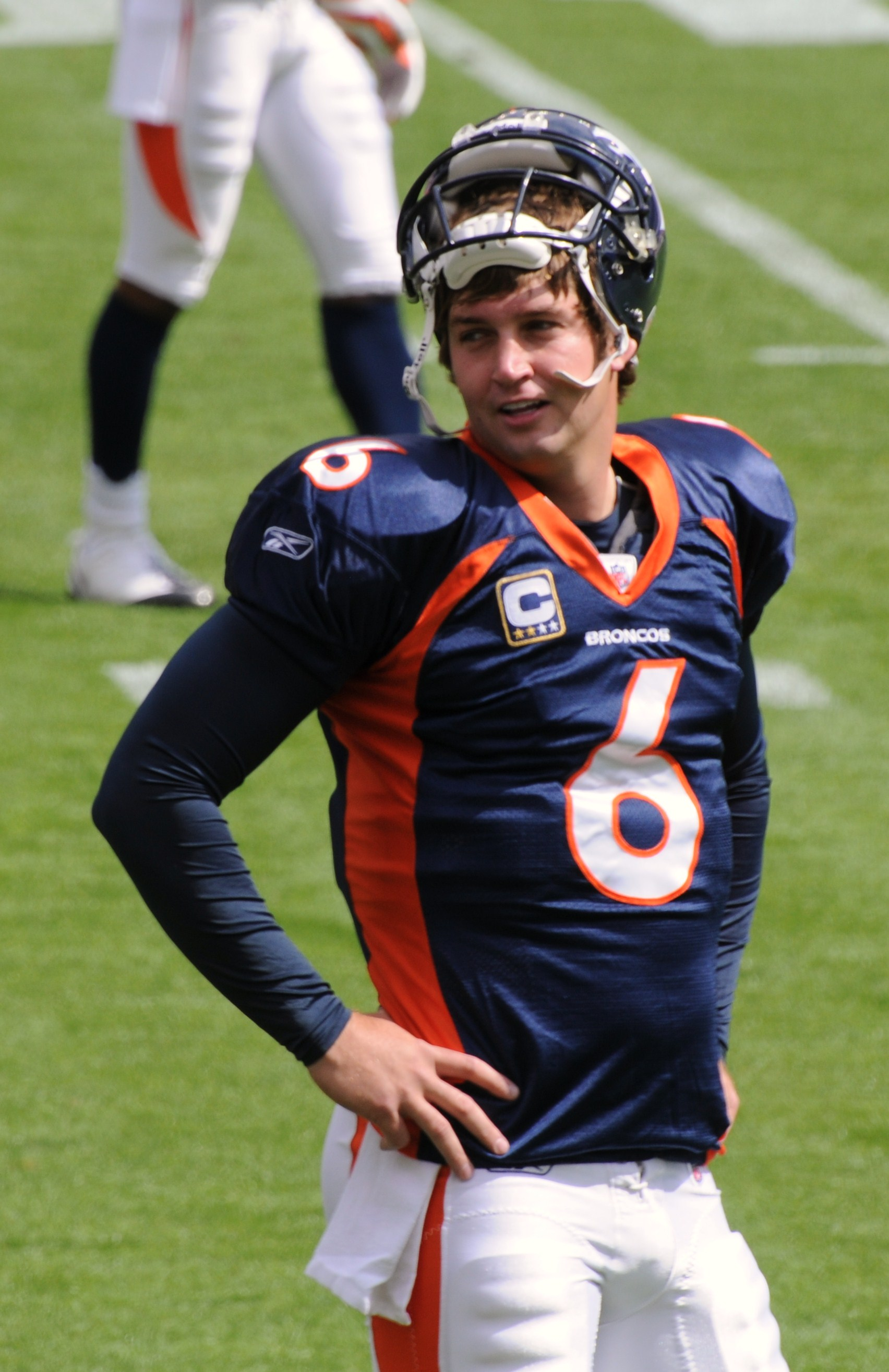
Jay Cutler, 2006-2008

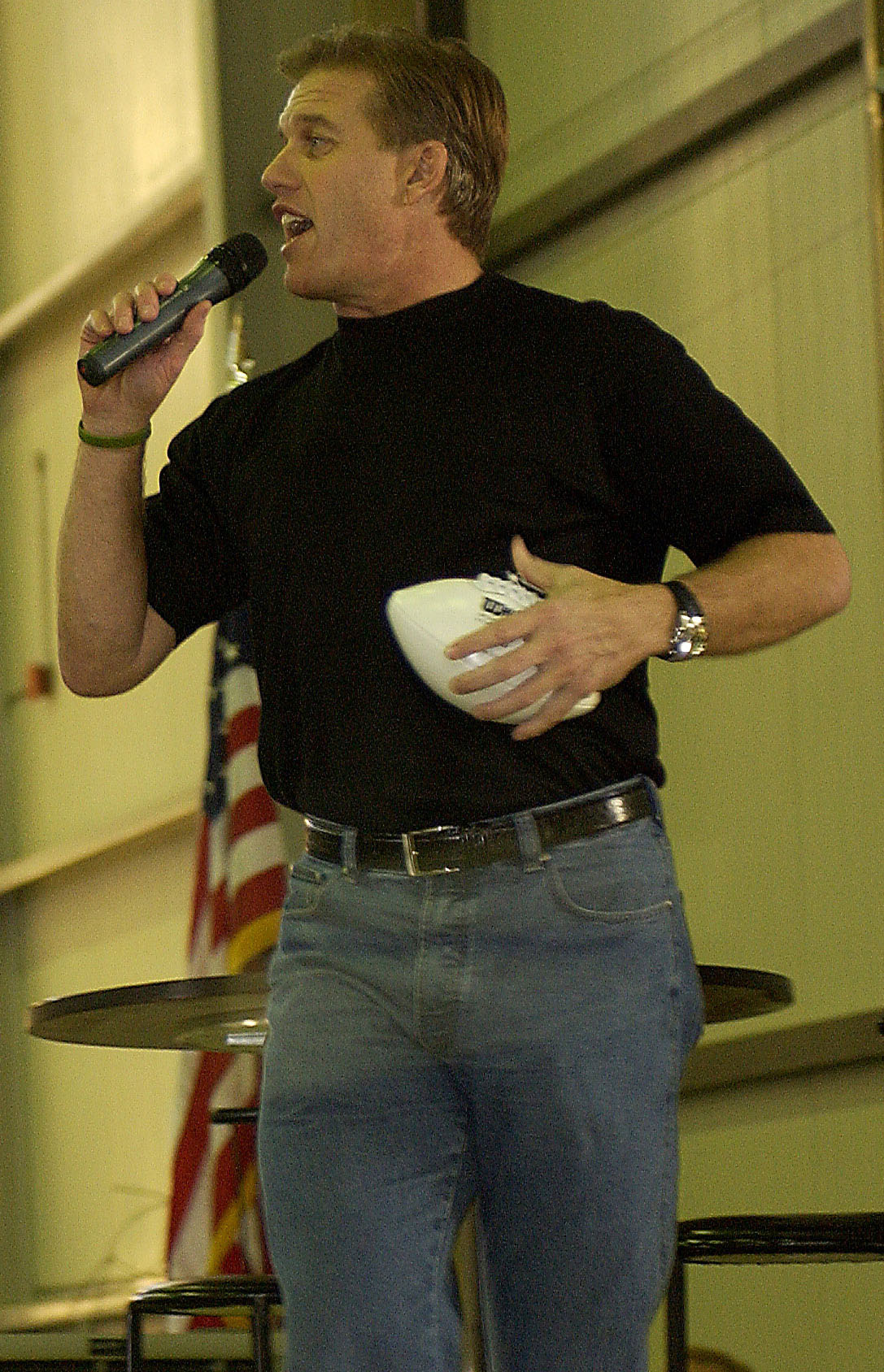
John Elway, 1983-1998

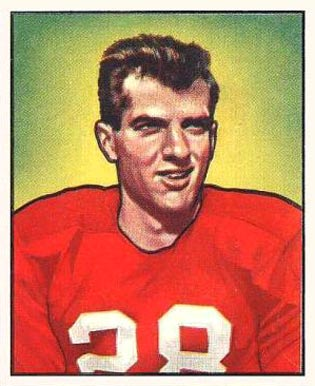
Frank Tripucka, 1960-1963

### Stagione regolare
| Quarterback titolari dei Denver Broncos |                                                                                   |
| Stagione                                | Quarterback                                                                       |
| 2019                                    | Joe Flacco (8) / Drew Lock (5) / Brandon Allen (3)                                |
| 2018                                    | Case Keenum (16)                                                                  |
| 2017                                    | Trevor Siemian (10) / Brock Osweiler (4) / Paxton Lynch (2)                       |
| 2016                                    | Trevor Siemian (14) / Paxton Lynch (2)                                            |
| 2015                                    | Peyton Manning (9) / Brock Osweiler (7)                                           |
| 2014                                    | Peyton Manning (16)                                                               |
| 2013                                    | Peyton Manning (16)                                                               |
| 2012                                    | Peyton Manning (16)                                                               |
| 2011                                    | Tim Tebow (11) / Kyle Orton (5)                                                   |
| 2010                                    | Kyle Orton (13) / Tim Tebow (3)                                                   |
| 2009                                    | Kyle Orton (15) / Chris Simms (1)                                                 |
| 2008                                    | Jay Cutler (16)                                                                   |
| 2007                                    | Jay Cutler (16)                                                                   |
| 2006                                    | Jake Plummer (11) / Jay Cutler (5)                                                |
| 2005                                    | Jake Plummer (16)                                                                 |
| 2004                                    | Jake Plummer (16)                                                                 |
| 2003                                    | Jake Plummer (11) / Steve Beuerlein (2) / Danny Kanell (2) / Jarious Jackson (1)  |
| 2002                                    | Brian Griese (13) / Steve Beuerlein (3)                                           |
| 2001                                    | Brian Griese (15) / Gus Frerotte (1)                                              |
| 2000                                    | Brian Griese (10) / Gus Frerotte (6)                                              |
| 1999                                    | Brian Griese (13) / Chris Miller (3)                                              |
| 1998                                    | John Elway (12) / Bubby Brister (4)                                               |
| 1997                                    | John Elway (16)                                                                   |
| 1996                                    | John Elway (15) / Bill Musgrave (1)                                               |
| 1995                                    | John Elway (16)                                                                   |
| 1994                                    | John Elway (14) / Hugh Millen (2)                                                 |
| 1993                                    | John Elway (16)                                                                   |
| 1992                                    | John Elway (12) / Tommy Maddox (4)                                                |
| 1991                                    | John Elway (16)                                                                   |
| 1990                                    | John Elway (16)                                                                   |
| 1989                                    | John Elway (15) / Gary Kubiak (1)                                                 |
| 1988                                    | John Elway (15) / Gary Kubiak (1)                                                 |
| 1987                                    | John Elway (12) / Ken Karcher (3)                                                 |
| 1986                                    | John Elway (16)                                                                   |
| 1985                                    | John Elway (16)                                                                   |
| 1984                                    | John Elway (14) / Gary Kubiak (2)                                                 |
| 1983                                    | John Elway (10) / Steve DeBerg (5) / Gary Kubiak (1)                              |
| 1982                                    | Steve DeBerg (5) / Craig Morton (3) / Mark Herrmann (1)                           |
| 1981                                    | Craig Morton (15) / Steve DeBerg (1)                                              |
| 1980                                    | Craig Morton (9) / Matt Robinson (7)                                              |
| 1979                                    | Craig Morton (10) / Norris Weese (6)                                              |
| 1978                                    | Craig Morton (13) / Craig Penrose (2) / Norris Weese (1)                          |
| 1977                                    | Craig Morton (14)                                                                 |
| 1976                                    | Steve Ramsey (12) / Craig Penrose (2)                                             |
| 1975                                    | Steve Ramsey (7) / Charley Johnson (6) / John Hufnagel (1)                        |
| 1974                                    | Charley Johnson (12) / Steve Ramsey (2)                                           |
| 1973                                    | Charley Johnson (14)                                                              |
| 1972                                    | Charley Johnson (9) / Steve Ramsey (5)                                            |
| 1971                                    | Don Horn (9) / Steve Ramsey (5)                                                   |
| 1970                                    | Pete Liske (9) / Chuck Pastrana (3) / Steve Tensi (2)                             |
| 1969 (AFL)                              | Steve Tensi (12) / Pete Liske (2)                                                 |
| 1968 (AFL)                              | Steve Tensi (6) / Marlin Briscoe (5) / Jim LeClair (2) / John McCormick (1)       |
| 1967 (AFL)                              | Steve Tensi (12) / Jim LeClair (2)                                                |
| 1966 (AFL)                              | Max Choboian (7) / John McCormick (5) / Scotty Glacken (1) / Mickey Slaughter (1) |
| 1965 (AFL)                              | Mickey Slaughter (7) / John McCormick (6) / Jacky Lee (1)                         |
| 1964 (AFL)                              | Jacky Lee (10) / Mickey Slaughter (4)                                             |
| 1963 (AFL)                              | Mickey Slaughter (7) / John McCormick (3) / Don Breaux (2) / Frank Tripucka (2)   |
| 1962 (AFL)                              | Frank Tripucka (13) / George Shaw (1)                                             |
| 1961 (AFL)                              | Frank Tripucka (10) / George Herring (4)                                          |
| 1960 (AFL)                              | Frank Tripucka (14)                                                               |